# Luxemburg az 1972. évi nyári olimpiai játékokon
Luxemburg az NSZK-beli Münchenben megrendezett 1972. évi nyári olimpiai játékok egyik részt vevő nemzete volt. Az országot az olimpián 5 sportágban 11 sportoló képviselte, akik érmet nem szereztek.

## Atlétika
Férfi
| Versenyző   | Versenyszám     | Döntő   | Döntő    |
| Versenyző   | Versenyszám     | Idő     | Helyezés |
| ----------- | --------------- | ------- | -------- |
| Charel Sowa | 20 km gyaloglás | 1:36:23 | 18.      |
| Charel Sowa | 50 km gyaloglás | 4:14:21 | 10.      |

## Íjászat
| Versenyző          | Versenyszám  | 1. forduló | 1. forduló | 2. forduló | 2. forduló | Összesítés | Összesítés |
| Versenyző          | Versenyszám  | Pont       | Hely.      | Pont       | Hely.      | Pont       | Helyezés   |
| ------------------ | ------------ | ---------- | ---------- | ---------- | ---------- | ---------- | ---------- |
| Marcel Balthasar   | Férfi egyéni | 1144       | 36.        | 1141       | 43.        | 2285       | 39.        |
| Nelly Wies-Weyrich | Női egyéni   | 1144       | 23.        | 1108       | 33.        | 2252       | 24.        |

## Kerékpározás

### Országúti kerékpározás
| Versenyző     | Versenyszám   | Idő             | Helyezés |
| ------------- | ------------- | --------------- | -------- |
| Lucien Didier | Mezőnyverseny | 4:17:09 (+2:32) | 56.      |
| Erny Kirchen  | Mezőnyverseny | 4:15:13 (+0:36) | 27.      |

## Sportlövészet
Nyílt
| Versenyző    | Versenyszám          | Pont | Helyezés |
| ------------ | -------------------- | ---- | -------- |
| Michel Braun | Gyorstüzelő pisztoly | 577  | 38.      |

## Vívás
Férfi
| Versenyző                                                        | Versenyszám       | Selejtező | Selejtező | Selejtező | Selejtező | Negyeddöntő | Negyeddöntő | Elődöntő          | Elődöntő | Döntő             | Döntő   | Helyezés    |
| Versenyző                                                        | Versenyszám       | 1. kör | 1. kör    | 2. kör | 2. kör    | Negyeddöntő | Negyeddöntő | Elődöntő          | Elődöntő | Döntő             | Döntő   | Helyezés    |
| Versenyző                                                        | Versenyszám       | Ellenfél Eredmény | Hely.     | Ellenfél Eredmény | Hely.     | Ellenfél Eredmény | Hely.       | Ellenfél Eredmény | Hely.    | Ellenfél Eredmény | Hely.   | Helyezés    |
| ---------------------------------------------------------------- | ----------------- | --- | --------- | --- | --------- | --- | ----------- | ----------------- | -------- | ----------------- | ------- | ----------- |
| Alain Anen                                                       | Párbajtőr, egyéni | 9. csoport · Graham Paul (GBR) · 3-5 · Panajótisz Durákosz (GRE) · 5-5 · Jean-Charles Seneca (MON) · 4-5 · James Melcher (USA) · 5-5 · Henryk Nielaba (POL) · 5-3 | 6.        | kiesett | kiesett   | kiesett | kiesett     | kiesett           | kiesett  | kiesett           | kiesett | helyezetlen |
| Remo Manelli                                                     | Párbajtőr, egyéni | 5. csoport · Szergej Paramonov (URS) · 2-5 · Bernd Uhlig (GDR) · 1-5 · Rudolf Trost (AUT) · 3-5 · George Masin (USA) · 4-5 · Ali Alamdari (IRI) · 5-2             | 6.        | kiesett | kiesett   | kiesett | kiesett     | kiesett           | kiesett  | kiesett           | kiesett | helyezetlen |
| Robert Schiel                                                    | Párbajtőr, egyéni | 4. csoport · Jacques Ladègaillerie (FRA) · 5-3 · Gianluigi Saccaro (ITA) · 5-2 · Roberto Levis (PUR) · 4-5 · Omar Vergara (ARG) · 4-5                             | 2.        | 1. csoport · Rolf Edling (SWE) · 2-5 · Jacques Ladègaillerie (FRA) · 4-5 · George Masin (USA) · 5-3 · Reinhold Behr (FRG) · 5-4 · Roberto Levis (PUR) · 5-3 | 3.        | 4. csoport · Horst Melzig (GDR) · 2-5 · Jerzy Janikowski (POL) · 3-5 · Igor Valetov (URS) · 1-5 · Peter Lötscher (SUI) · 5-4 · Risto Hurme (FIN) · 5-4 | 4.          | kiesett           | kiesett  | kiesett           | kiesett | helyezetlen |
| Alain Anen Aly Doerfel Romain Manelli Remo Manelli Robert Schiel | Párbajtőr, csapat | 4. csoport · Lengyelország (POL) · 6-9 · Svájc (SUI) · 4-12 | 3.        | kiesett | kiesett   | kiesett | kiesett     | kiesett           | kiesett  | kiesett           | kiesett | helyezetlen |